# Charles Rebozo

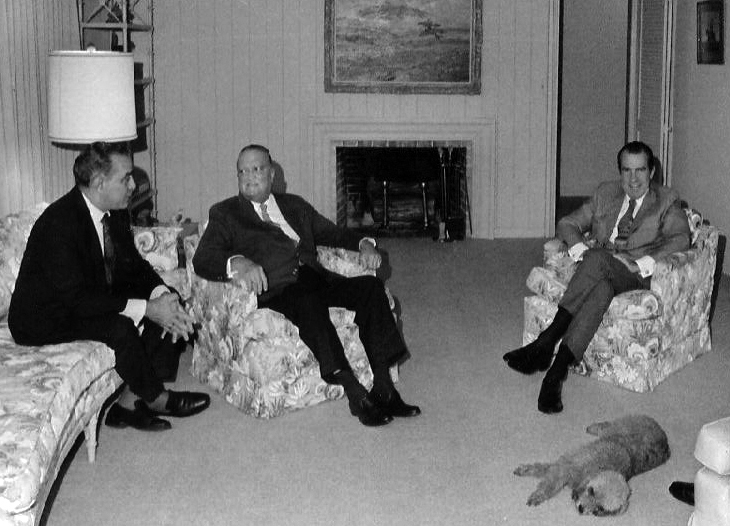
Charles "Bebe" Rebozo (esquerda), em reunião com Richard Nixon e J. Edgar Hoover. Os três homens relaxam antes do jantar, em Key Biscayne, Flórida, em dezembro de 1971.

Charles Gregory "Bebe" Rebozo (Tampa, 17 de novembro de 1912 – Miami, 8 de maio de 1998) foi um banqueiro e empresário da Flórida que se tornou famoso por ser um amigo e confidente do presidente Richard Nixon.

## Amizade com Richard Nixon
Rebozo conheceu o então parlamentar Nixon, em 1950, por meio da mediação de George Smathers. Smathers tinha recomendado Key Biscayne como um destino de férias para Nixon, onde posteriormente construiu por lá uma residência de inverno. Enquanto Nixon estava de férias em Key Biscayne, Smathers convidou Rebozo para levar Nixon pescar em alto mar. Rebozo e Nixon, em seguida, começaram uma amizade, que durou 44 anos.
Rebozo, rapidamente, se tornou o melhor amigo e assessor financeiro e imobiliário de Nixon. Em 1968, Rebozo mudou do Partido Democrata para o Republicano.